# Jennifer Aniston
Jennifer Joanna Aniston (født 11. februar 1969) er en amerikansk skuespillerinde, instruktør og producer. Hun fik verdensomspændende anerkendelse for sin rolle som Rachel Green i den amerikanske komedieserie Venner, en rolle hun spillede i ti år (1994-2004). Aniston vandt en Emmy Award, en Golden Globe Award og en Screen Actors Guild Award for sin rolle som Rachel Green.
Aniston har også haft en stor filmkarriere med succesfulde film som bl.a. Bruce Den Almægtige (2003), The Break-Up (2006), Marley & Me (2008), Just Go with It (2011), Horrible Bosses (2011) og We're the Millers (2013), som alle har indtjent over 100 millioner dollar i USA.
En af Anistons mest kritikerroste roller var i The Good Girl (2003), hvor hun blev nomineret til en Independent Spirit Award for bedste kvindelige hovedrolle.
I 2012, modtog hun en stjerne på Hollywood Walk of Fame. Hun er medstifter af produktionsselskabet Echo Films.
I 2015 blev Jennifer gift med Justin Theroux.

## Biografi

### Opvækst
Jennifer Joanna Aniston er født d. 11. februar 1969 i Sherman Oaks, Los Angeles, Californien, men hun voksede op i New York. Hun er datter af skuespillerne John Aniston og Nancy Dow. Aniston har 2 stedbrødre, John Mellick (ældre) og Alex Aniston (yngre). Anistons far er græsk-amerikaner og han er født på Kreta, Grækenland, mens hendes mor er født i New York City. Anistons far har været med i forskellige sæbeoperaer gennem tiden, deriblandt Horton-sagaen, Love of Life og Search for Tomorrow.
Anistons gudfar er den afdøde skuespiller Telly Savalas, der var en af hendes fars bedste venner. Da Aniston var 9 år, boede familien et år i Grækenland, men så blev hendes forældre skilt, og Aniston flyttede med sin mor til New York.
Aniston gik på New Yorks Rudolf Steiner School  og dimitterede fra Manhattans Fiorello H. LaGuardia High School of Music & Art and Performing Arts. Blandt Anistons venner var den senere homoseksuelles-rettigheds-aktivist Chastity Bono.
Anistons drøm om at blive skuespiller voksede med, at hun fik arbejde i Off Broadway-produktionerne, der bl.a. har produceret For Dear Life og Dancing on Checker's Grave. Mens hun arbejdede for Off Broadway havde hun små deltidsjobs, bl.a. som telefonsælger og cykelbud.
I 1989 flyttede hun til Los Angeles, Californien.

### Karriere
Aniston flyttede til Hollywood og fik sin første tv-rolle i 1990 i den kortvarige tv-serie Molloy og i tv-filmen Camp Cucamonga. Hun var også med i Ferris Bueller, en tv-serie-bearbejdelse af filmhittet fra 1986, Ferris Bueller's Day Off. Showet blev dog hurtigt aflyst. Aniston var med i yderligere to tv-fiaskoer, The Edge og Muddling Through og hun gæstemedvirkede i Quantum Leap, Herman's Head, Burke's Law, og i South Park (i episoden Rainforest Schmainforest). Efter denne stribe af aflyste shows, sammen med hendes medvirken i den kritiserede horrorfilm, Leprechaun, overvejde Aniston at droppe sin skuespillerkarriere.
Anistons planer blev dog ændret, da hun i 1994 fik tilbudt rollen som Monica Geller i den amerikanske tv-serie Venner. Hun afslog tilbuddet og gik i stedet til optagelsesprøve som Rachel Green i samme serie, en rolle, som hun til slut fik. Hun fortæller selv: "Jeg læste Rachels rolle og tænkte, at jeg er så meget mere Rachel, end jeg er Monica". Aniston spillede rollen som Rachel fra seriens start i 1994 og til serien sluttede i 2004.
Serien blev en kæmpe succes for Aniston, der sammen med sine medskuespillere fik masser af seere og anerkendelse. Anistons frisure i starten af serien, kaldet en "Rachel", blev meget kopieret af kvindelige seere. Aniston fik et honorar på 1. mill. dollar pr. episode af seriens 2 sidste sæsoner, 5 Emmy-nomineringer, der inkluderer, at hun vandt i kategorien: "Outstanding Lead Actress in a Comedy Series". Ifølge Guinness Book of World Records (2005), er Aniston (sammen med sine kvindelige kollegaer) en af de højest betalte tv-skuespillerinder nogensinde.
I 1994, blev Aniston spurgt af Microsoft, sammen med komikeren Matthew Perry, om hun og Perry ville lave en 30 minutter lang vejledningsvideo til Microsofts nye system, Windows 95.
Godtnok har Aniston haft mange gode roller som tv-skuespiller, men hun har også haft en masse gode roller i film. Hendes største billetindtægtsucces var i Bruce den Almægtige fra 2003, hvor Aniston spiller kæreste med filmens hovedrolle, der spilles af Jim Carrey. Filmen gav $243 mio. i billetindtægter, alene i USA, og gav næsten dobbelt så meget i resten af verden. I 2004 var Aniston med i filmen ...men så kom Polly (over for Ben Stiller), som også gav godt i lønningsposen, da den blev sendt i biograferne.
Aniston fik betydelig kritisk anerkendelse for hendes optræden i The Object of My Affection i 1998, et komediedrama, hvor hun spiller en pige, der forelsker sig i en homoseksuel mand, og i low-budget 2002-filmen The Good Girl (overfor Jake Gyllenhaal), der handler om en uglamourøs kassedame i en lille by. Denne film blev vist i relativt få biografer – under 700 i alt – hvilket "kun" gav $14 mio. i billetindtægter.
Sidst i 2005 havde Aniston hovedrollerne i 2 store studiofilm Derailed og Rumor Has It, hvilket gav over $36 mio. i billetindtægter, trods en lidt dårlig kritik.
I 2006 var Aniston i low-budget dramaet Friends with Money, som første gang blev vist på Cannes Film Festival og den gav over $13 mio. Anistons næste film, The Break-Up, som blev udgivet 2. juni 2006, gav omkring $39.17 mio. i dens premiereweekend, trods kølig modtagelse. Den gav omkring $118 mio. i USA og $203 mio. verden over.
I 2007 gæstemedvirkede Aniston i en episode af Courteney Cox' tv-serie, Dirt. Aniston spiller Cox' snobbede rival Tina Harrod.
Aniston har instrueret en kortfilm om et hospitals skadestue, der hedder Room 10 og har Robin Wright Penn og Kris Kristofferson i hovedrollerne. Aniston har senere sagt, at hun var blevet inspireret af sin skuespilskollega Gwyneth Paltrow, som instruerede en film i 2006.
Forbes har lavet en liste over de 10 rigeste kvinder i underholdningsbranchen i 2007, hvor Aniston er på 10. pladsen. Hun ligger efter power-kvinder som Oprah Winfrey, J. K. Rowling, Madonna, Celine Dion og Jennifer Lopez og foran kvinder som Britney Spears, Christina Aguilera og Mary-Kate og Ashley Olsen.
Anistons formue er på omtrent $110 mio. Aniston var også med på den årlige Star Salary Top 10 i magasinet The Hollywood Reporter i 2006. I følge Forbes i oktober 2007, er Aniston det mest kendte sælgende ansigt i underholdningsbranchen.
I 2007 og 2008 arbejdede hun på fire film. Heraf komedien Han er bare ikke vild med dig baseret på en hjælpeguide til kærlighedslivet, Independent-filmen Management der åbnede på Toronto Filmfestivalen i 2008, hundekomedien Marley & Me baseret på den amerikanske bestseller, og til sidst det romantiske drama Traveling.

### Privatliv
Aniston giftede sig den 29. juli 2000 på Malibu med skuespilleren Brad Pitt og tog navnet Jennifer Joanna Pitt. I starten syntes deres ægteskab at skulle vare evigt, hvilket er sjældent i Hollywood, men rygterne begyndte at svirre, da Pitt mødte op til premiere på Ocean's 12 uden sin kone. Først i januar 2005 blev parret set på ferie i Caribbean sammen med Anistons skuespilskollega fra Venner Courteney Cox og hendes mand David Arquette,, og billeder af Aniston og Pitt viser, at de stadig er glade for hinanden. De chokerede derfor deres fans, da de den 7. januar 2005 fortalte at de var blevet separeret. Rygter fortalte, at Pitt var faldet for skuespillerinden Angelina Jolie under optagelser til actionfilmen Mr. & Mrs. Smith.
Aniston er gudmor til Cox' datter Coco Riley Arquette.
Da hun i 2005 begyndte indspilningerne til The Break-Up mødte hun Vince Vaughn og blev igen forelsket, der var rygter om både bryllup og børn, men da Vince tog alene til filmfestival i Toronto havde Aniston tid til at tænke over deres forhold og endte så med at droppe ham på grund af hans playboy-manerer.
Jennifer blev i april 2008 kæreste med rockmusikeren John Mayer, hvorefter de har været sammen frem og tilbage.
Siden maj 2011 har Aniston været i et forhold med skuespiller Justin Theroux. I august 2012 blev parret forlovet og i 2015 blev parret gift.

## Filmografi

### Tv
| År        | Titel                    | Rolle                       | Bemærkninger                                   |
| --------- | ------------------------ | --------------------------- | ---------------------------------------------- |
| 1990      | Molloy                   | Courtney                    | Episoderne: Pilot Surprise                     |
| 1990      | Ferris Bueller           | Jeannie Bueller             | 11 episoder i serien                           |
| 1992      | Quantum Leap             | Kiki Wilson                 | Episoden: Nowhere to Run                       |
| 1992-1993 | The Edge                 | Forskellige roller          | 17 episoder i serien                           |
| 1992-1993 | Herman's Head            | Suzie Brooks                | Episoderne: Jay Is for Jealousy Twisted Sister |
| 1994-2004 | Venner                   | Rachel Green                | Tv-serie                                       |
| 1994      | Burke's Law              | Linda Campbell              | Episoden: Who Killed the Beauty Queen?         |
| 1994      | Muddling Through         | Madeline Drego Cooper       | Ukendt episoder antal i serien                 |
| 1996      | Partners                 | CPA Suzanne                 | Episoden: Follow the Clams?                    |
| 1998      | Hercules                 | Galatea                     | Stemme Episoden: Dream Date                    |
| 1999      | South Park               | Mrs. Stevens - Choirs lærer | Stemme Episoden: Rainforest, Schmainforest     |
| 2003      | Freedom: A History of Us | Jessie Benton               | Episoden: Wake Up America                      |
| 2003      | King of the Hill         | Pepperoni Sue               | Episoden: Queasy Rider                         |
| 2007      | Dirt                     | Tina Harrod                 | Episoden: Ita Missa Est                        |
| 2008      | 30 Rock                  | Claire Harper               | The One With The Cast Of "Night Court"         |
| 2011      | Cougar Town              | Psykiater                   | Sæson 2                                        |
| 2012      | Burning Love             | The Bear / Dana             | Meet Orlando & The Ladies Episode #1.8         |

### Film
- Molloy (1990) - Courtney
- Ferris Bueller  (1990) - Jeannie Bueller
- Camp Cucamonga (1990) - Ava Schector
- Quantum Leap ( 1992) - Kiki Wilson
- Herman's Head (1992) - Suzie Brooks
- Leprechaun (1993) - Tory Reding
- Sunday Funnies (1993) -
- Burkes Law (1994) - Linda Campbell
- Friends (1994) - Rachel Green
- Muddling Throug (1994) - Madeline Drego Cooper
- Dream for an Insomniac (1996) - Allison
- She's the One  (1996) - Renee Fitzpatrick
- Steven Spielberg's Director's Chair  (1996) -Laura (voice)
- 'Til There Was You  (1997) - Debbie
- Picture Perfect (1997) - Kate Mosley
- The Object of My Affection (1998) - Nina Borowski
- The Thin Pink Line (1998) - Clove
- Hercules (1998) -Galatea
- The Iron Giant (1999) - Annie Hughes
- Office Space (1999) - Joanna
- Rock Star (2001) - Emily Poule
- The Good Girl (2002) - Justine 'Teeny' Last
- Bruce Almighty  (2003) - Grace Connelly
- Along Came Polly (2004) - Polly Prince
- Rumor Has It  (2005) - Sarah Huttinger
- Derailed (2005) - Lucinda Harris
- Friends with Money (2006) - Olivia
- The Break-Up (2006) - Brooke Meyers
- Marley & Me (2008) - Jennifer Grogan
- The Senator's Wife (2009) - Rosalind
- Management (2009) - Sue Claussen
- Love Happens (2009) - Eloise
- He's Just Not That Into You  (2009) - Beth Bartlett
- The Bounty Hunter (2010) - Nicole Hurly
- The Switch  (2010) - Kassie Larson
- Just Go with It (2010) - Katherine
- Horrible Bosses (2011) - Dr. Julia Harris, D.D.S.
- Wanderlust (2012) - Lina
- The Goree Girls  (2013) - Trisha Durant
- We're the Millers  (2013) - Rose
- Sellebrity (2013) - Herself
- Life of crime (2013) - Rose O´Reilly
- Miss You Already (2013)
- Convention  (2014) - Abby
- Untitled Elmore Leonard Project  (2014) - Mickey Dawson
- She's Funny That Way (2014) - Jane
- Cake (2014) - Claire Simmons
- Horrible bosses 2 (2014) - Dr. Julia Harris, D.D.S

## Awards og nomineringer
Emmy Awards: 

- 2000: Nomineret: "Outstanding Supporting Actress in a Comedy Series" for: Venner
- 2001: Nomineret: "Outstanding Supporting Actress in a Comedy Series" for: Venner
- 2002: Vandt: "Outstanding lead Actress in a Comedy Series" for: Venner
- 2003: Nomineret: "Outstanding Supporting Actress in a Comedy Series" for: Venner
- 2004: Nomineret: "Outstanding Supporting Actress in a Comedy Series" for: Venner

Golden Globes: 

- 2002: Nomineret: "Best Performance by an Actress in a Supporting Role in a Series, Mini-Series or Motion Picture Made for Television" for: Venner
- 2003: Vandt: "Best Performance by an Actress in a Television Series – Musical or Comedy" for: Venner

Aftonbladet TV Prize, Sverige:

- 2001: Vandt: "Best Foreign TV Personality – Female" (Bästa utländska kvinnliga tv-personlighet) for Rachel Green
- 2002: Vandt: "Best Foreign TV Personality – Female" (Bästa utländska kvinnliga tv-personlighet) for ---||---
- 2003: Vandt: "Best Foreign TV Personality – Female" (Bästa utländska kvinnliga tv-personlighet) for ---||---
- 2004: Vandt: "Best Foreign TV Personality – Female" (Bästa utländska kvinnliga tv-personlighet) for ---||---

American Comedy Awards: 

- 1996: Nomineret: "Funniest Supporting Female Performer in a TV Series" for: Venner
- 1999: Nomineret: "Funniest Supporting Female Performer in a TV Series" for: Venner
- 2001: Nomineret: "Funniest Supporting Female Performer in a TV Series" for: Venner

CineVegas International Film Festival: 

- 2007: Vandt: "Jury Prize" – "Best Short Film" for: Room 10 – Delt med Andrea Buchanan

Hollywood Film Festival:

- 2002: Vandt: "Actress of the Year"

Independent Spirit Awards: 

- 2003: Nomineret: "Best Female Lead" for: The Good Girl

Kids' Choice Awards: 

- 1997: Nomineret: "Blimp Award" "Favorite TV Actress" for: Venner
- 1999: Nomineret: "Blimp Award" "Favorite TV Actress" for: Venner
- 2000: Nomineret: "Blimp Award" "Favorite Television Friends" for: Venner – Delt med Lisa Kudrow og Courteney Cox
- 2002: Nomineret: "Blimp Award" "Favorite TV Actress" for: Venner
- 2003: Nomineret: "Blimp Award" "Favorite TV Actress" for: Venner
- 2004: Nomineret: "Blimp Award" "Favorite TV Actress" for: Venner

Logie Awards: 

- 2004: Vandt: "Most Popular Overseas Star" for: Venner

MTV Movie Awards: 

- 2004: Nomineret: "Best Dance Sequence" for: Along Came Polly – Delt med Ben Stiller, for den meget hotte salsadans
- 2004: Nomineret: "Best Kiss" for: Bruce Den Almægtige – Delt med Jim Carrey

Online Film Critics Society Awards: 

- 2003: Nomineret: "Best Actress" for: The Good Girl

People's Choice Awards: 

- 2001: Vandt: "Favorite Female Television Performer"
- 2002: Vandt: "Favorite Female Television Performer"
- 2003: Vandt: "Favorite Female Television Performer"
- 2004: Vandt: "Favorite Female Television Performer"
- 2007: Nomineret: "Favorite On-Screen Match-Up" for: The Break-Up – Delt med Vince Vaughn
- Vundet: "Favorite Female Movie Star"

Razzie Awards: 

- 1997: Nomineret: "Worst New Star" – Delt med Lisa Kudrow, Matt LeBlanc og David Schwimmer

Satellite Awards:
- 2000: Nomineret: "Best Performance by an Actress in a Series, Comedy or Musical" for: Venner
- 2003: Nomineret: "Best Performance by an Actress in a Series, Comedy or Musical" for: Venner
- Nomineret: "Best Performance by an Actress in a Motion Picture, Comedy or Musical" for: The Good Girl

Screen Actors Guild Awards: 

- 1999: Nomineret: "Outstanding Performance by an Ensemble in a Comedy Series" for: Venner – Delt med Courteney Cox, Lisa Kudrow, Matt LeBlanc, Matthew Perry og David Schwimmer
- 2000: Nomineret: "Outstanding Performance by an Ensemble in a Comedy Series" for: Venner – ---||---
- 2001: Nomineret: "Outstanding Performance by an Ensemble in a Comedy Series" for: Venner – ---||---
- 2002: Nomineret: "Outstanding Performance by an Ensemble in a Comedy Series" for: Venner – ---||---
- 2003: Nomineret: "Outstanding Performance by an Ensemble in a Comedy Series" for: Venner – ---||---
- 2004: Nomineret: "Outstanding Performance by an Ensemble in a Comedy Series" for: Venner – ---||---

TV Guide Awards: 

- 2000: Vandt: "Editor's Choice" – Delt med Courteney Cox, Lisa Kudrow, Matt LeBlanc, Matthew Perry, David Schwimmer, Jane Sibbett og John Christopher Allen

TV Land Awards: 

- 2005: Nomineret: "Little Screen/Big Screen Star"
- 2006: "Most Memorable Kiss" for: Venner – Delt med David Schwimmer
- 2006: Nomineret: "Little Screen/Big Screen Star (Women)"
- 2007: Nomineret: "Little Screen/Big Screen Star (Women)"
- Nomineret: "Break Up That Was So Bad It Was Good" for: Venner – Delt med David Schwimmer

Teen Choice Awards: 

- 2002: Vandt: "TV – Choice Actress, Comedy" for: Venner
- 2003: Nomineret: "Choice Movie Liplock" for: The Good Girl  – Delt med Jake Gyllenhaal
- Nomineret: "Choice Movie Liar" for: The Good Girl
- Nomineret: "Choice Movie Actress – Comedy" for: Bruce Den Almægtige
- Vandt: "Choice TV Actress – Comedy" for: Venner
- Vandt: "Choice Movie Actress – Drama/Action Adventure" for: The Good Girl
- 2004: Vandt: "Choice TV Actress – Comedy" for: Venner
- 2006: Nomineret: "Movies – Choice Actress: Comedy" for: The Break-Up
- Vandt: "Movies – Choice Chemistry" for: The Break-Up - Delt med Vince Vaughn

## Eksterne links
- Jennifer Aniston på Internet Movie Database (engelsk)
- Jennifer Aniston på Filmdatabasen
- Jennifer Aniston på Scope
- Jennifer Aniston på Svensk Filmdatabas (svensk)
- Jennifer Aniston på AlloCiné (fransk)
- Jennifer Aniston på AllMovie (engelsk)
- Jennifer Aniston på Turner Classic Movies (engelsk)
- Jennifer Aniston på Rotten Tomatoes (engelsk)
- Jennifer Aniston på The Movie Database (engelsk)
- Jennifer Aniston på Internet Broadway Database (engelsk)
- Official Warner Brothers Friends site Arkiveret 26. februar 2009 hos  Wayback Machine